# Pyrenaria multisepala
Pyrenaria multisepala är en tvåhjärtbladig växtart som först beskrevs av Elmer Drew Merrill och Chun, och fick sitt nu gällande namn av Hsüan Keng. Pyrenaria multisepala ingår i släktet Pyrenaria och familjen Theaceae. Inga underarter finns listade i Catalogue of Life.